# St. Stephanus (Laudenbach)

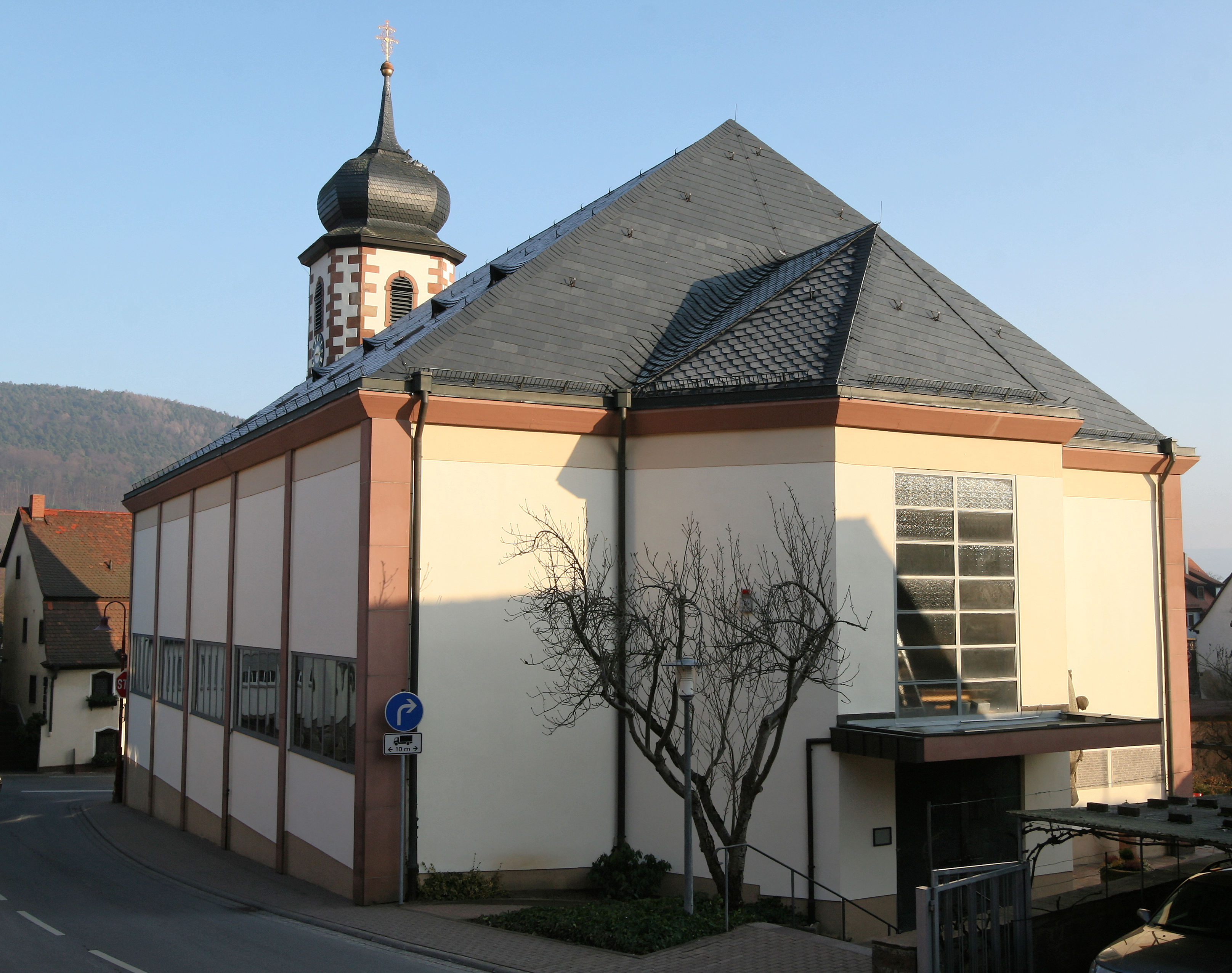
St. Stephanus (Laudenbach)

Die römisch-katholische, denkmalgeschützte Kirche St. Stephanus steht in Laudenbach, einer Gemeinde im Landkreis Miltenberg (Unterfranken, Bayern). Das Bauwerk ist unter der Denkmalnummer D-6-76-135-1 als Baudenkmal in der Bayerischen Denkmalliste eingetragen. Die Quasipfarrei gehört zur Pfarreiengemeinschaft Am Engelberg (Großheubach) im Dekanat Miltenberg des Bistums Würzburg.

## Beschreibung
Der Chorturm auf quadratischem Grundriss stammt von einer von Johann Martin Schmidt 1757–66 gebauten Kirche. Sein oberstes Geschoss mit abgeschrägten Ecken beherbergt die Turmuhr und den Glockenstuhl, in dem vier Kirchenglocken hängen, von denen eine 1923 und die drei anderen 1948 vom Bochumer Verein gegossen wurden. Darauf sitzt eine schiefergedeckte Zwiebelhaube. An ihn wurde im Westen 1960 ein breites, mit einem Walmdach bedecktes Langhaus als Skelettbau aus Beton angefügt. An den Längsseiten hat es Lichtbänder. Im Westen hat es einen dreiseitigen Anbau für das Vestibül hinter dem Portal. 
Zur Kirchenausstattung gehören der um 1700 gebaute Hochaltar und die Kanzel des Vorgängerbaus.